# Rotorblattlager

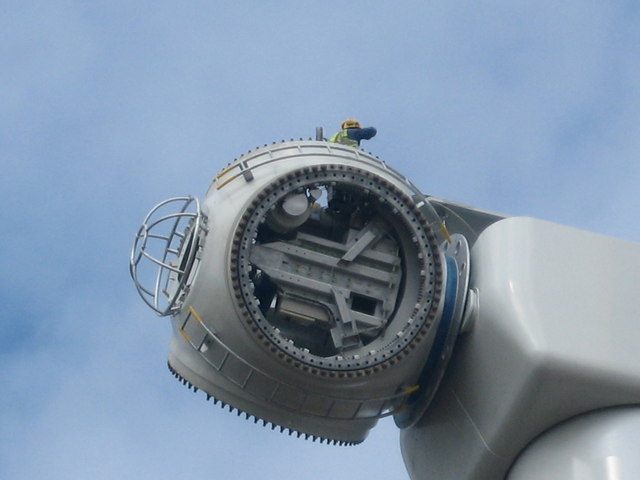
Rotornabe und Rotorblattlager einer Windenergieanlage ohne montierte Rotorblätter

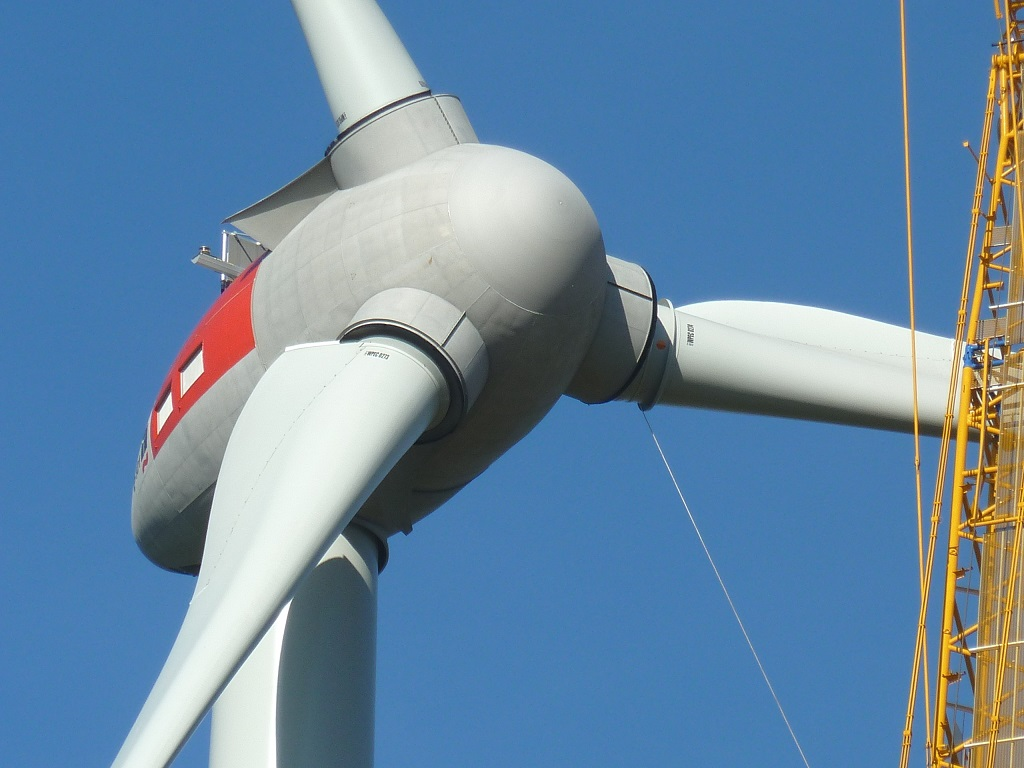
Moderne drehzahlvariable Anlage während der Errichtung. Sehr gut zu erkennen der Verstellmechanismus der Rotorblätter.

Das Rotorblattlager, vereinfacht Blattlager oder auch Pitchlager genannt, ist eine Komponente in modernen Windenergieanlagen. Das Rotorblattlager verbindet die Rotornabe mit dem Rotorblatt und dient dem Verdrehen der Rotorblätter, um die Leistung der Anlage zu regulieren. Dieses Vorgehen wird auch Pitchen genannt. Hierbei wird die Vorderkante des Rotorblattes in Richtung der Anströmung gedreht. Dadurch entsteht ein geringerer aerodynamischer Anstellwinkel, welcher zu kleineren Auftriebskräften und somit geringeren Leistungen führt. In der Regel besitzen Windenergieanlagen keine mechanische Betriebsbremse, sondern werden bei Abschaltungen über die Pitchregelung angehalten.

## Bauformen
Üblicherweise werden Wälzlager für den Einsatz als Rotorblattlager verwendet. In der Regel werden Momentenlager verbaut. Die Momentenlager können mit unterschiedlichen Wälzkörpergeometrien und -anordnungen ausgeführt werden. Die momentan wohl häufigste Ausführung ist das Vierpunktlager. Dieses Lager kann axiale Lasten in beide Richtungen und Biegemomente aufnehmen. Darüber hinaus werden auch mehrreihige Vierpunktlager sowie Rollenlager für größere Rotorblattlager verwendet.
Ein Schmierstoffwechsel kann nur mit großem Zeit- und Kostenaufwand durchgeführt werden. Darüber hinaus muss das verwendete Schmiermittel auch während der Rotation der Nabe an Ort und Stelle bleiben. Daher werden Rotorblattlager üblicherweise mit Fett geschmiert. Die bisher verwendeten Industriefette für Rotorblattlager haben sehr unterschiedliche Zusammensetzungen und führen nicht immer zum gewünschten Ergebnis Verschleiß zu verhindern.

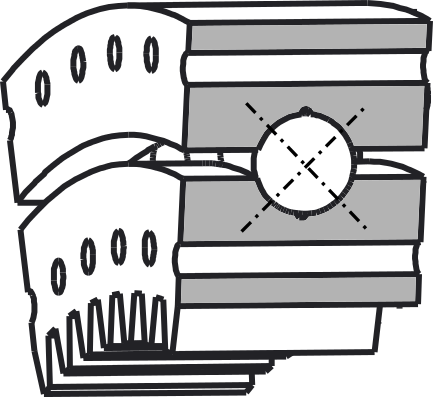
Skizze eines Vierpunktlagers mit Verzahnung am Innenring

## Belastungssituation
Für die verwendeten Wälzlager ist die Belastungssituation vergleichsweise ungünstig. Die Lager sind nur geringen oszillatorischen Bewegungen und hohen Lasten ausgesetzt. Die geringen oszillatorischen Bewegungen führen dazu, dass Verschleißschäden wie False Brinelling und Reibkorrosion begünstigt werden. Die hohe Belastung kann darüber hinaus zu Kantentragen führen. Aufgrund der geringen oszillatorischen Bewegungen ist sowohl die Berechnung der Lagerlebensdauer als auch der Reibmomente mit bisherigen Berechnungsmethoden unausreichend genau, da diese für rotatorische Anwendungen entwickelt wurden.

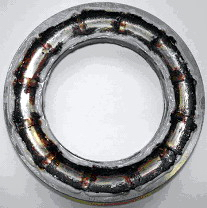
Durch false brinelling geschädigtes Wälzlager mit typischer „Riffelbildung“